# Listă de scriitori de limbă germană/X
(Până în prezent nu există nici un nume)